# Гигантская летучая лисица
Гигантская летучая лисица, или большая летучая лисица, или калонг (лат. Pteropus vampyrus), — вид рода летучих лисиц семейства крыланов.
Самый крупный представитель отряда рукокрылых: длина до 40 см, крылья в размахе до 1,4—1,5 м; весит от 645 до 1100 г. Мордочка напоминает морду собаки или лисицы; глаза большие. Окраска спины чёрная с редкими белыми волосками. Окраска головы обычно с рыжеватым или красноватым оттенком.
Гигантская летучая лисица распространена в Индокитае, на полуострове Малакка от Южной Мьянмы, Таиланда, Малайзии, в Индонезии (Большие и Малые Зондские острова), на Филиппинах, на множестве мелких островов. Обитает в лесах. В горах встречается до 1300 м над уровнем моря.
Летает всегда большими группами. Питается плодами, местами наносит значительный вред фруктовым плантациям. Мясо крупных калонгов местные жители употребляют в пищу. На днёвках (на ветвях высоких деревьев) встречается группами, часто превышающими 100 особей. Если колонии калонгов не тревожат, они остаются на одном и том же месте из года в год. На кормёжку обычно отправляются на закате; летают не стаями, а длинными вереницами.
В год самка приносит всего одного детёныша, в конце марта или начале апреля. Беременность длится 140—192 дня. Первые дни самка носит детёныша с собой, потом оставляет на ветке, пока отправляется кормиться. Молодой калонг становится самостоятельным в 2—3 месяца.
Гигантская летучая лисица, как и все крыланы, играет важную роль в распространении семян растений, особенно на океанских островах. До недавнего времени включался в списки Красной книги МСОП, сейчас считается стабильным видом. На калонгов охотятся крупные змеи и хищные птицы; люди охотятся на них ради съедобного мяса.